# Šaľa
Šaľa (maďarsky Vágsellye) je okresní město na Slovensku, leží v Nitranském kraji na řece Váh. Žije zde přibližně 20 tisíc obyvatel. Rozkládá se na rozloze 45 km² a nachází se v nadmořské výšce 118 m n. m.

## Charakter města
Ve městě je chemický průmysl Duslo Šaľa  (výroba chemických hnojiv). Okolní rovinná krajina je intenzívně zemědělsky využívána.

## Městské části
- město Šaľa
- městská část Veča
- osada Hetmín
- osada Kilič

## Historie
Území města Šaľa je významnou archeologickou lokalitou; byly zde mj. objeveny pozůstatky neandrtálce. Oblast dnešní Šaľy byla osídlená již v pravěku. V halštatské době tu existovalo sídliště, stejně jako v době římské a po příchodu prvních Slovanů. Bylo zde objeveno pohřebiště ze 7. století. První písemná zmínka o Šaľe je z roku 1002. V roce 1536 Ferdinand I. povýšil Šaľu na městečko. V 2. polovině 16. století zde vznikl renesanční kaštel. Po zavedení železničního spojení mezi Bratislavou a Budapeští v roce 1850, které procházelo právě Šaľou, se město začalo rozvíjet. V letech 1938 až 1945 byla Šaľa, na základě první vídeňské arbitráže, součástí Maďarska.

## Pamětihodnosti
- Kaštel Šaľa[7][8]
- Dům lidového bydlení a architektury v Šaľe (slovensky Dom ľudového bývania a architektúry v Šali)[9]

## Partnerská města
- Telč, Česko
- Kuhmo, Finsko
- Oroszlány, Maďarsko
- Końskie, Polsko
- Mogiľov-Podoľskij, Ukrajina

## Významné sportovní kluby
- kopaná: FK Slovan Duslo Šaľa – prvoligový fotbalový klub
- házená : HK Slovan Duslo Šaľa
- lední hokej: MHK Šaľa
- volejbal: VK Šaľa
- jezdectví: TJ Slávia SOUP ŠAĽA
- plavání: KŠP Tritón Šaľa
- stolní tenis: Tatran Šaľa
- kuželky: Kuželkářský oddíl Slovan Duslo Šaľa
- střelectví: ŠSK ŠAĽA
- tanec: klub Jumping Šaľa – vicemistr světa a mistr Evropy
- rychlostní kanoistika: Slovan Duslo Šaľa, oddíl rychlostní kanoistiky
- bojové sporty: Taekwon-Do Academy Slovakia, Oddíl karate TJ Slovan Duslo Šaľa
- baseballový klub v CVČ Šaľa

## Galerie

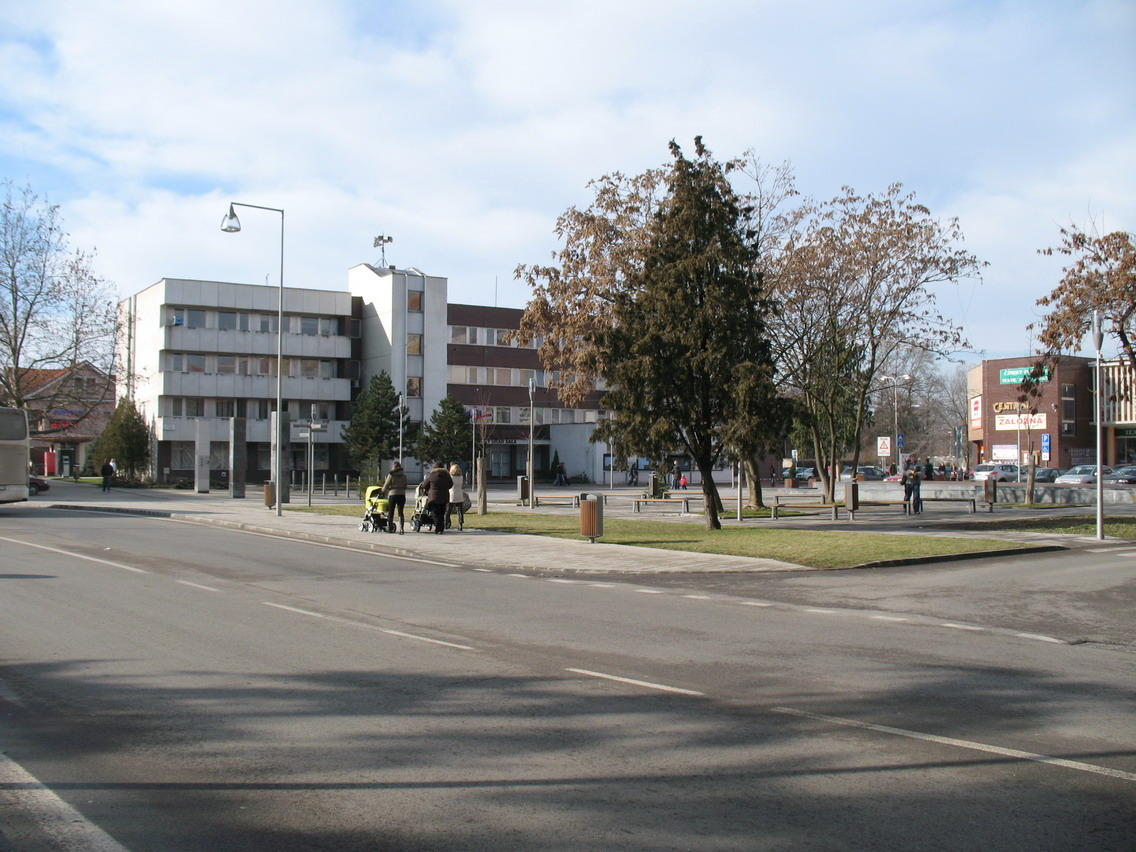
Budova městského úřadu
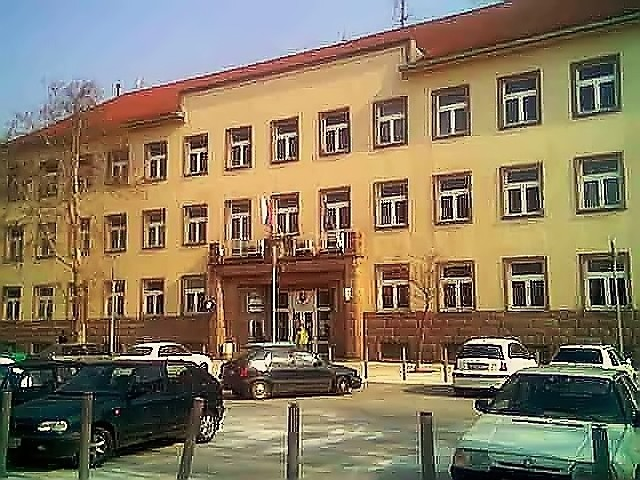
Hamrincova budova - obvodní úřad
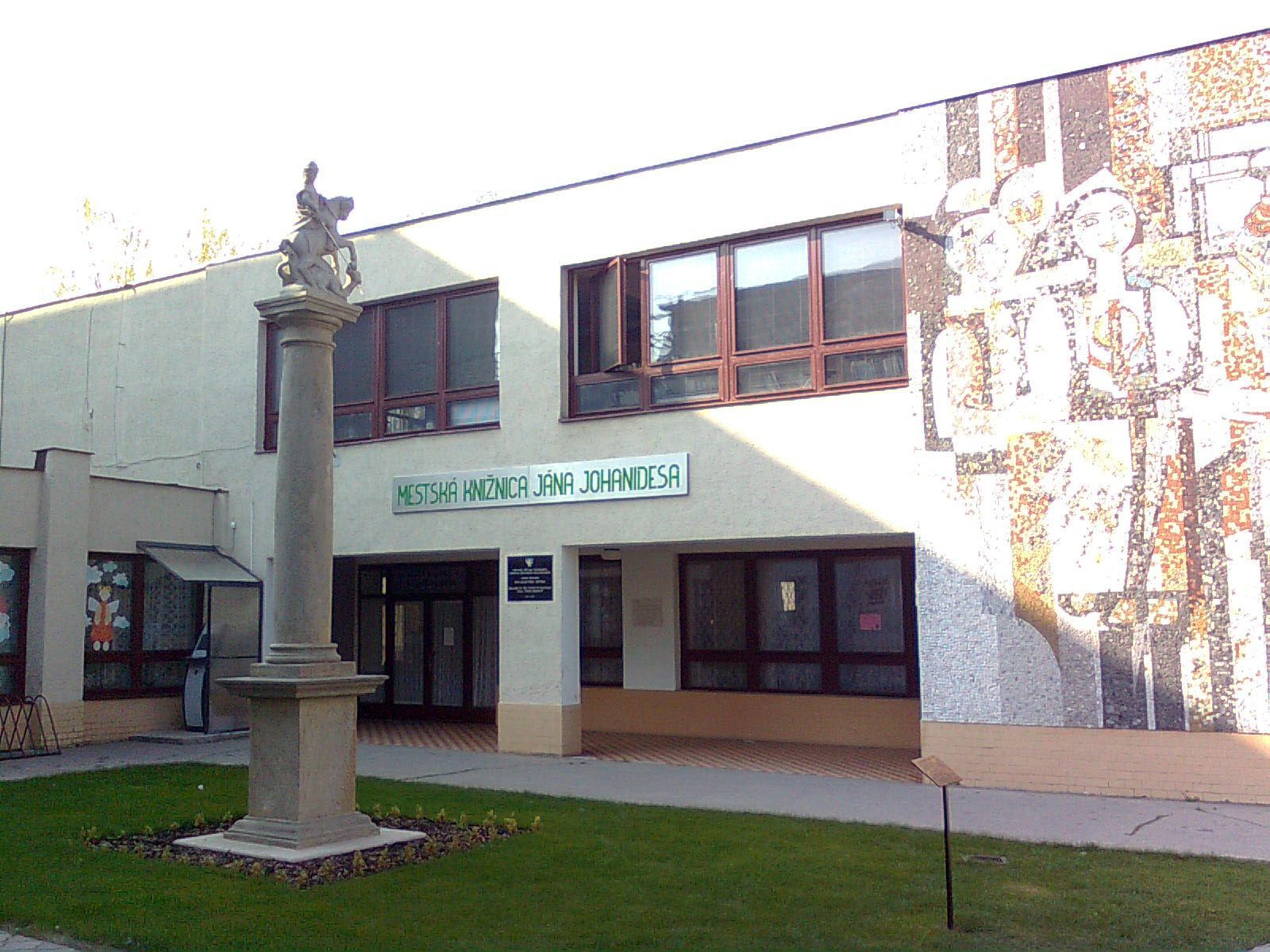
Knihovna Jána Johanidesa
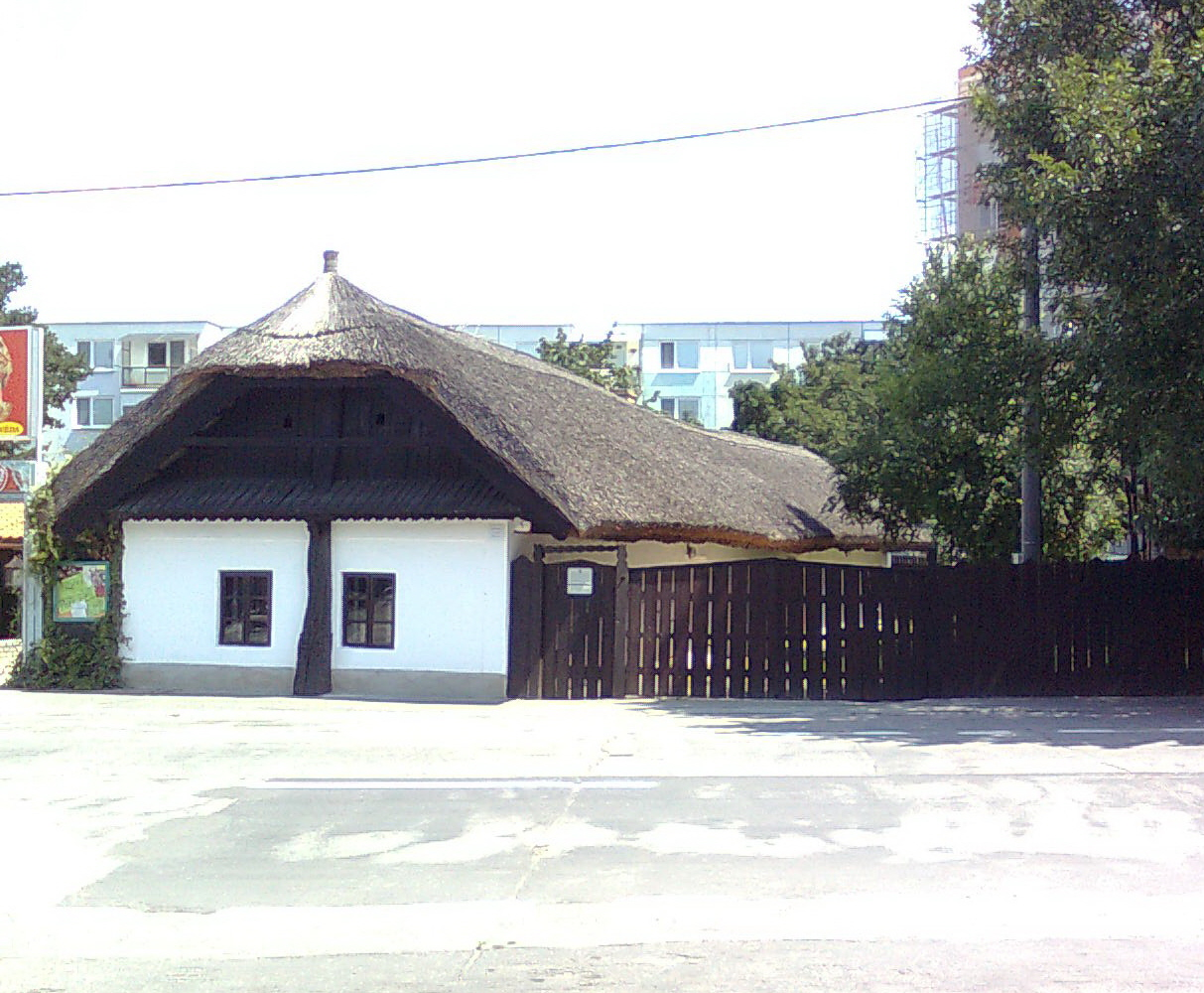
Dom lidového bydlení – muzeum
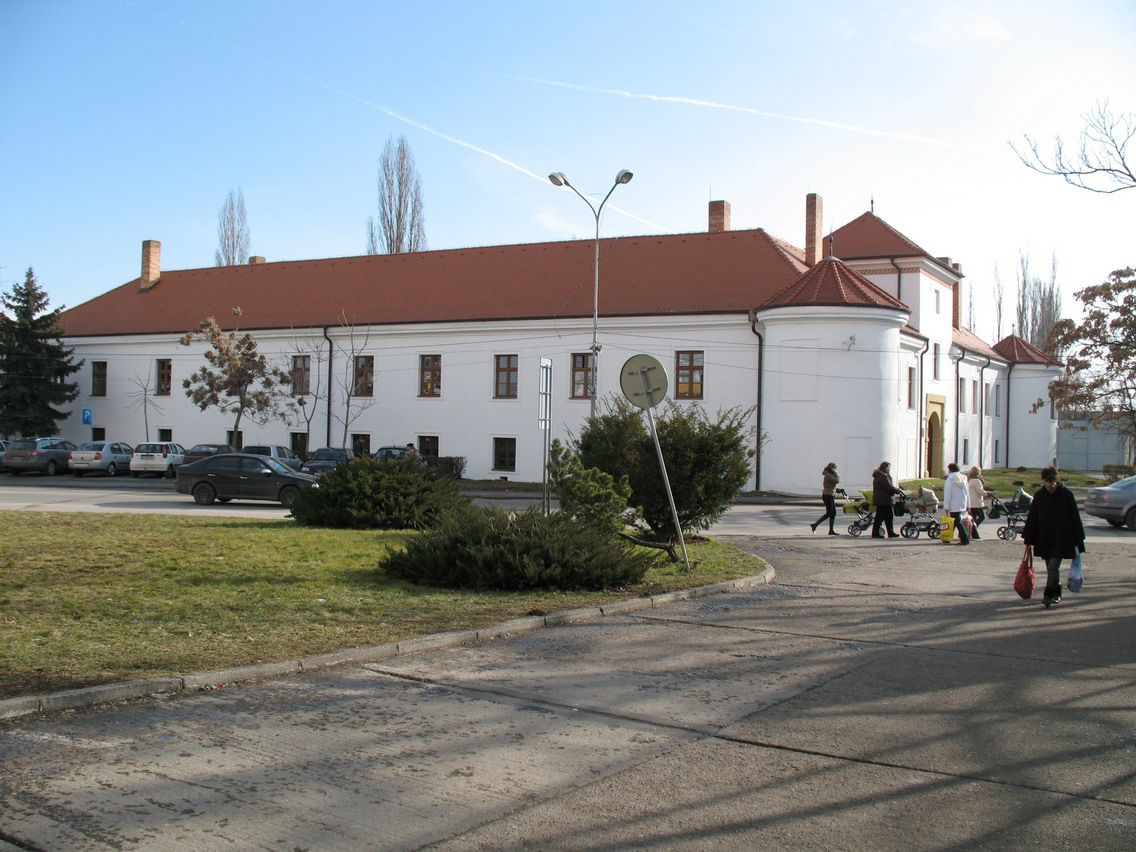
Renesanční kaštel
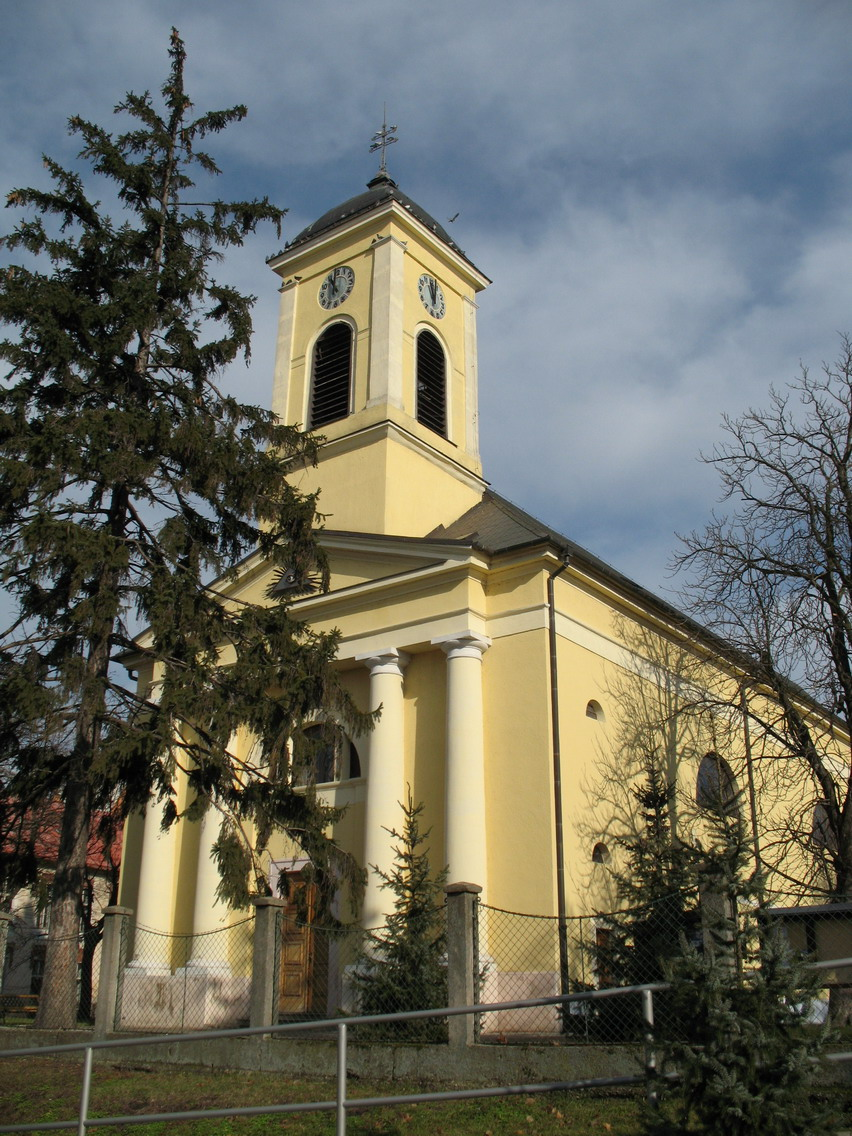
Kostel sv. Margity Antiochijské z roku 1830
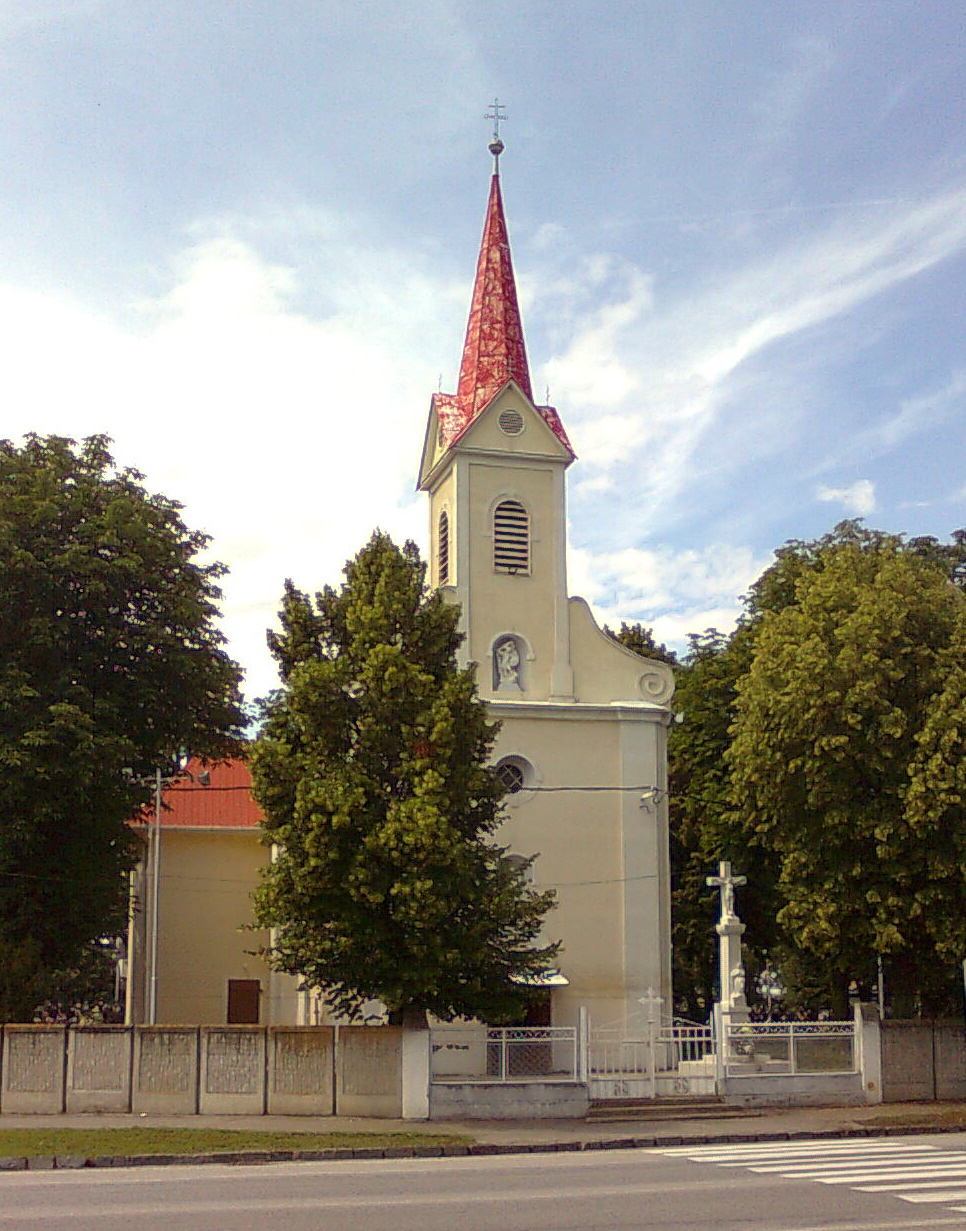
Pozdně barokní kostel Svaté Rodiny ve Veči
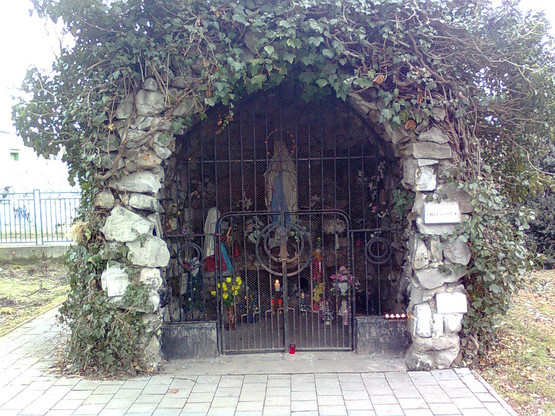
Jeskyně Lurdské Panny Marie
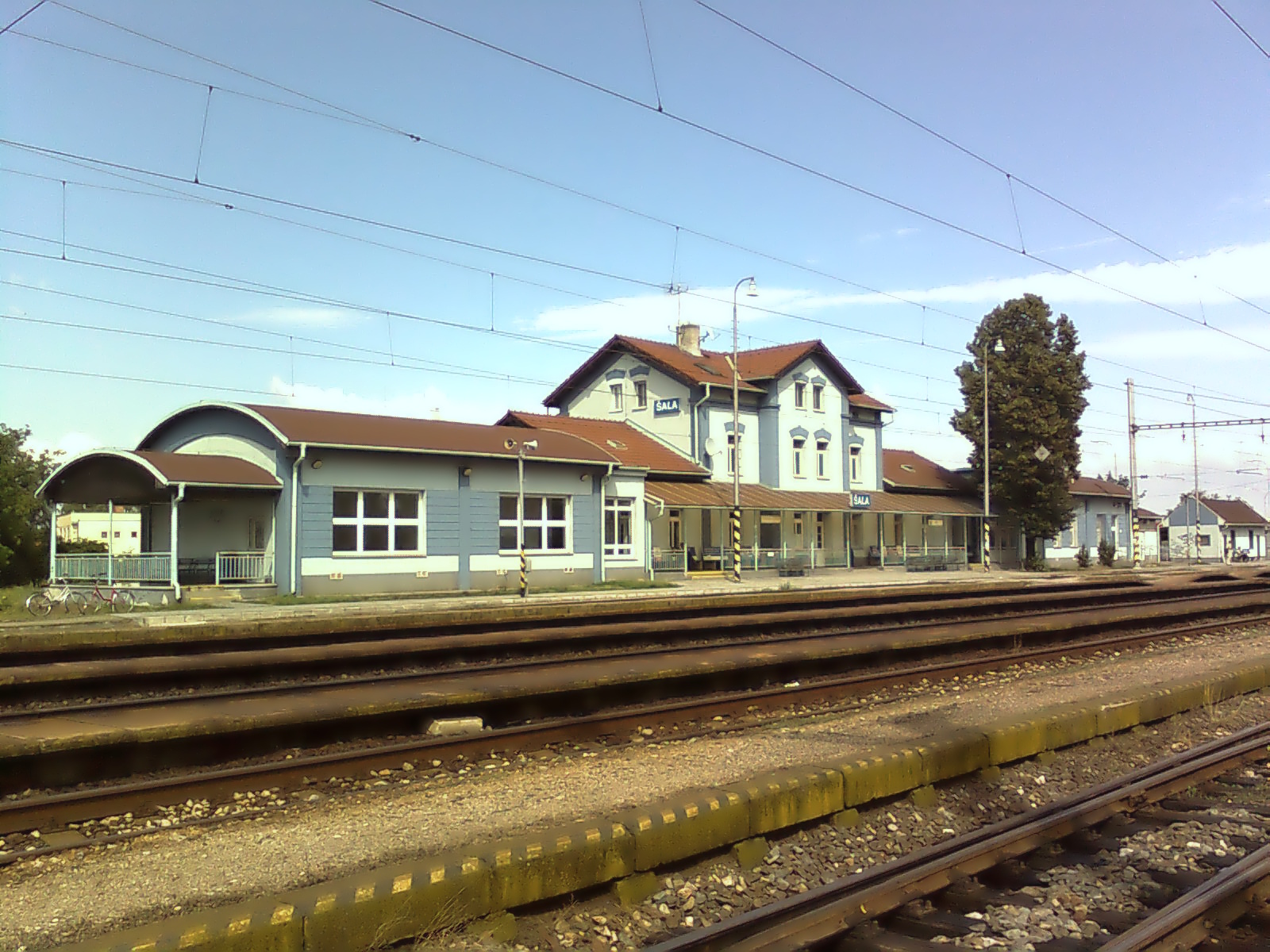
Železniční stanice
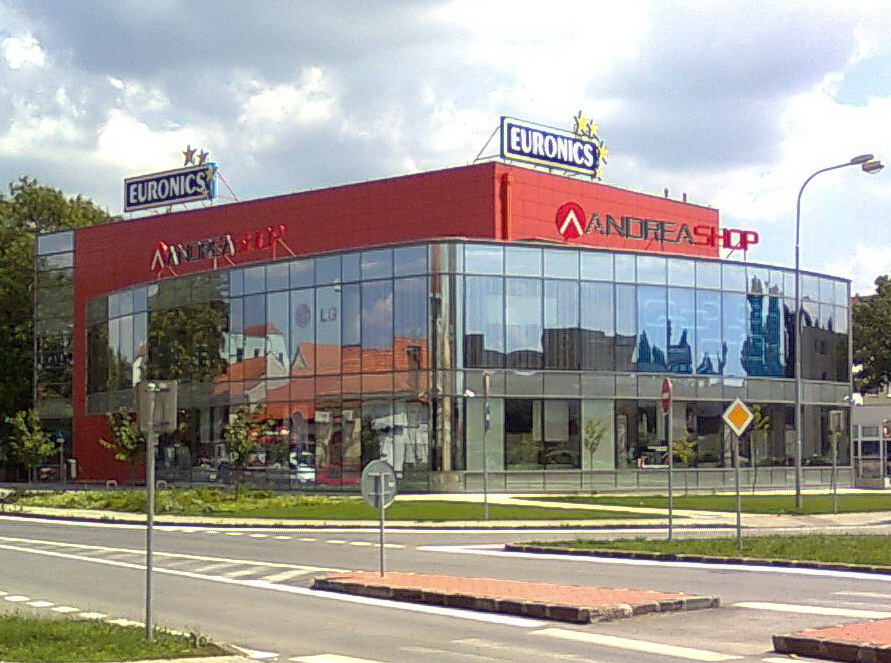
Obchodní dum Andrea Shop
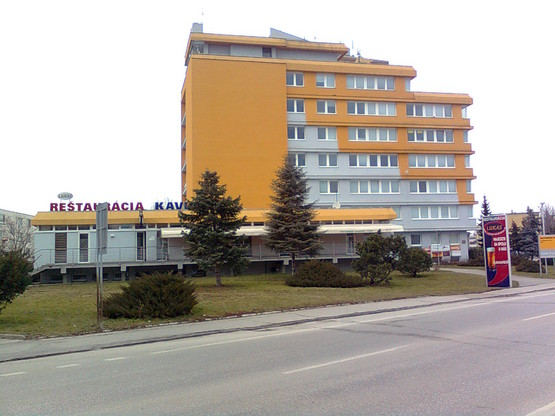
Administrativní budova Merus s.r.o.
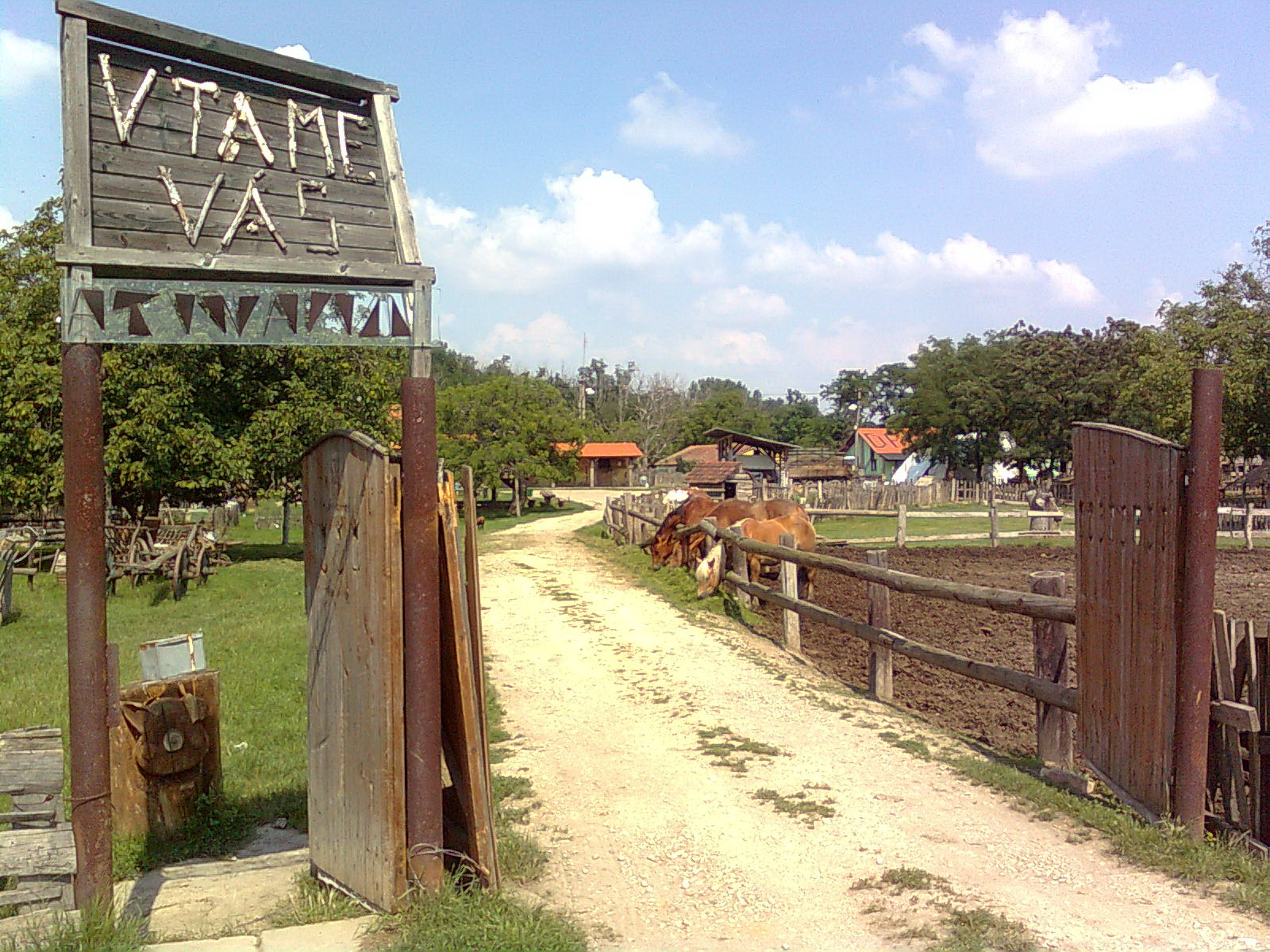
Farma Humanita